# Meningen med livet
För andra betydelser, se Meningen med livet (olika betydelser).

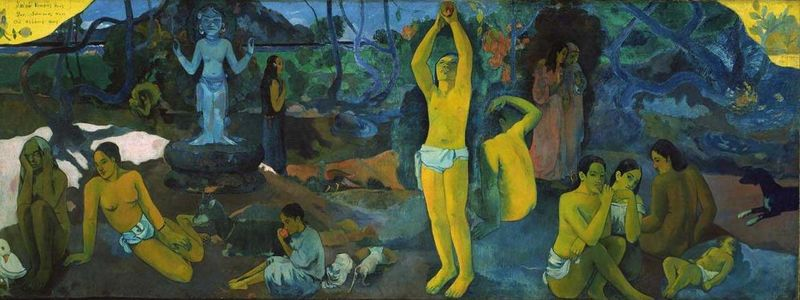
Paul Gauguins Var kommer vi ifrån? Vad är vi? Vart är vi på väg?

Meningen med livet är en fråga som människor funderat över i alla tider. Frågan har särskilt avhandlats av religionsstiftare och filosofer. En central följdfråga är huruvida det finns något liv efter detta. De som tror på ett sådant liv räknar ofta med att detta liv ska vara avgörande för nästa.
Man kan skilja på tillvarons funktion och på dess djupare mening.
Några begrepp som brukar dyka upp i svaret är kärlek, fortplantning (barn), njutning och att leva i nuet. Existentialisterna menar att vi själva får skapa en mening åt livet, och att man är vad man gör och vad man låter bli att göra.
Inom konst, musik och litteratur är "de eviga frågorna" om liv, död och kärlek ständigt närvarande. Paul Gauguins kanske mest berömda målning bär titeln "Varifrån kommer vi? Vilka är vi? Vart går vi?"

## Olika ståndpunkter

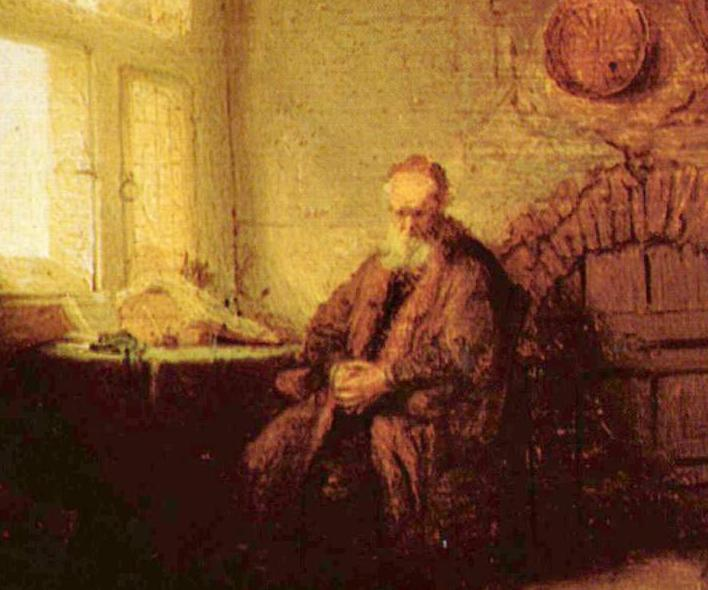
En filosof försjunken i meditation. Detalj av Rembrandt.

1) Det finns ingen mening. Detta är den existentiella nihilismens ståndpunkt. Det finns inga objektiva värden. Tillvaron är meningslös.
2) Det finns ingen mening men den går att tillskapa. Detta är existentialisternas ståndpunkt. Från början finns det ingen mening, men som unik individ kan jag göra val och handlingar i livet som skapar mening. Detta innebär också ansvar och en oro för att mina val kan bli fel. Existentialisterna anser alltså att det är upp till varje individ att definiera sin egen mening i livet. Exempelvis att vara människa och leva i nuet och fullt ut, i harmoni med andra och med omvärlden. 
3) Det finns en immanent mening att upptäcka. Denna ståndpunkt återfinns i de stora religionerna och i vissa av de filosofiska systemen. Verkligheten är till exempel gudomlig, och det gäller att skapa kontakt med den, antingen genom att skåda ljuset i sitt inre eller genom yttre religiösa handlingar.
3a) Meningen med tillvaron i sig. En vidareutveckling av 3). Det finns till exempel en gudomlig plan, en kosmisk lag (som cyklisk utvidgning och hopdragning), en universell andlig naturlag (som karma) eller så är den biologiska mångfalden och skönheten i naturen och världsalltet i sig meningsfull.
3b) Meningen med ett individuellt, biologiskt liv. Meningen med mitt eget liv kan upptäckas i 1. Gud som skaparen som älskar oss, vill vårt väl och förlåtit oss genom Jesus. Som vi kan leva i relation med, och vill hjälpa oss att leva gott och fullt ut som människor (Kristendom). 2. Gud som är god men ouppnålig och som vi borde försöka blidka med våra handlingar (Judendom och Islam). 3. Vårt liv på jorden är till för att utföra goda handlingar så vi samlar gott karma och återföds som något bra 
4) Fortplantning. Att överleva, föröka sig och sprida sina gener är alla levande varelsers imperativ, och åtminstone i en begränsad, biologisk betydelse också deras "mening". Genom att få barn och att dessa får barn, bevaras ens gener i nya människor.
5) En livsuppgift. Ett projekt eller en strävan, ett mål man själv satt upp. Det kan vara en politisk idé eller religiös gärning, en jorden-runt-resa, en uppfinning, ett företag eller en ideell verksamhet, en utbildning eller någonting liknande, som skapar struktur i och inriktning på tillvaron enligt punkt 2). "Att lämna denna värld litet bättre än vad den var när jag kom dit" kan vara en ledstjärna.  Var och en av oss är betydelsefulla och kan göra skillnad; i synnerhet tillsammans med andra.
En term som myntats i samband med existentialismen är absurdism.